# Патрік Лінднер
Патрік Лінднер (власне Фрідріх Гюнтер Рааб; нар. 27 вересня 1960, Мюнхен) — німецький попспівак.

## Життя
Патрік Лінднер є син страхового працівника Гедвіга Рааба (1926—2016) у мюнхенському районі Сендлінг. Спочатку він працював кухарем передовсім у готелі Bayerischer Hof. Кар'єра Ліндера розпочалася тоді, коли він посів друге місце на Гран-прі народної музики 1989 року з піснею «Чисті двері в рай» (нім. Die kloane Tür zum Paradies). Слідом за цим успіхом було багато успішних синглів та альбомів, які, як і його перший хіт, були написані композитором Жаном Франкфуртером та Ірмою Голдер. Лінднер був головним героєм декількох телевізійних програм, серед яких «Патрік Лінднер особисто» і «Один день з добрими друзями» та «Шоу Патріка Лінднера» на ZDF (до 1998 року). Він також з'явився у кількох німецьких серіалах, таких як SOKO 5113 та Das Traumschiff.

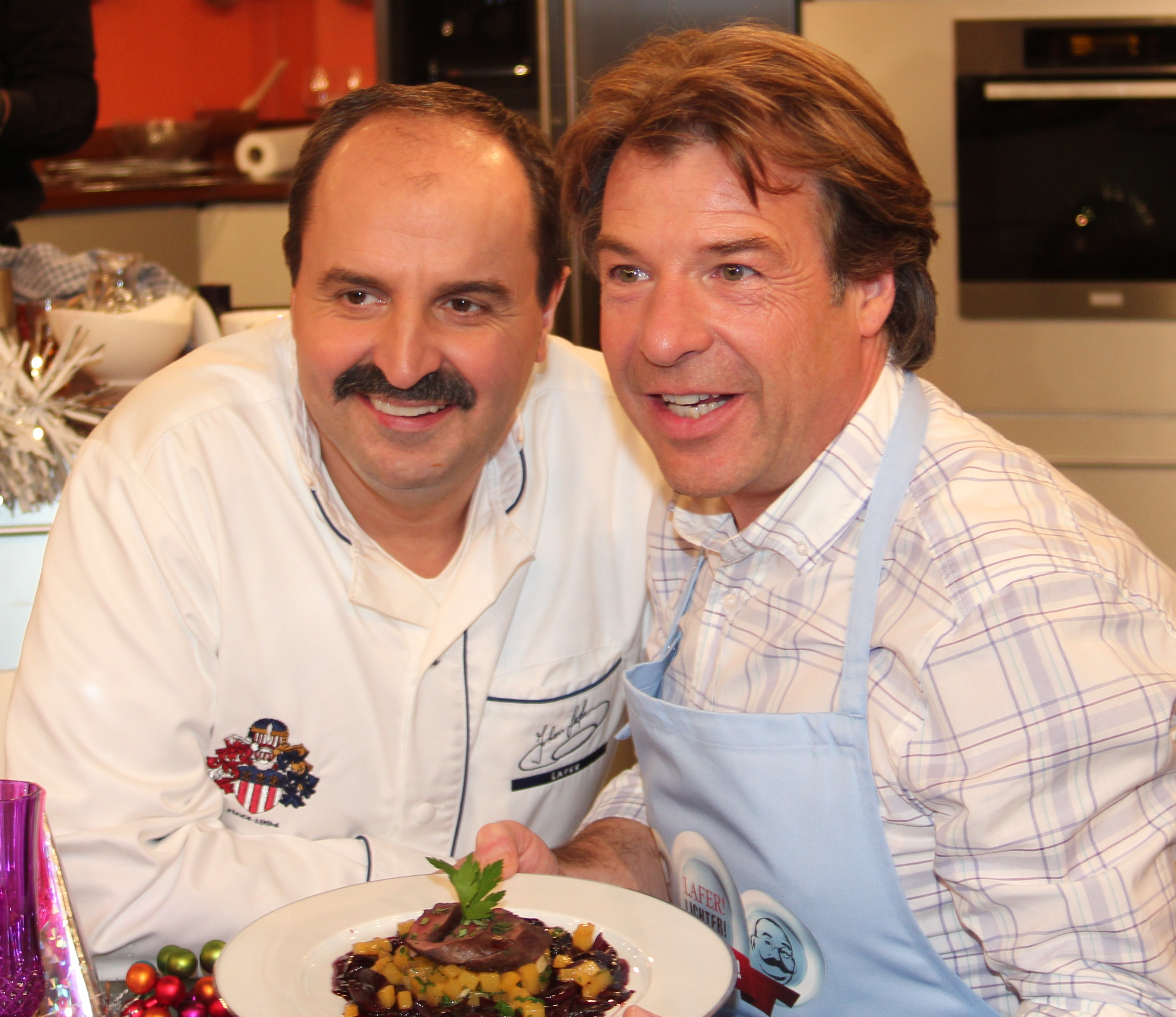
Патрік Лінднер з Йоганном Лафером 2010 року

У 1997 році Лінднер змінив стиль музики, відображеного в альбомі Himmelweit до більш сучасних хітових мелодій. Він залишився вірним цій стилістичній орієнтації ще на чотири альбоми. У 1999 році він взяв участь у кастингу до пісенного конкурсу Євробачення 1999 року та готувався до конкурсу з піснею під назвою Ein bisschen Sonne, ein bisschen Regen. На кастингу він зайняв шосте місце.
У 2005 році разом із Thilo Wolf Big Band він випустив альбом Gigolo, який містив відомі, переважно, англомовні пісні. У тому ж 2005 році Патрік Лінднер грав у кулінарному шоу RTL In Teufels Küche і був обраний переможцем.
У 2006 році він випустив альбом Die Sonne ist für alle da. Це призвело до чергової співпраці з Жаном Франкфуртером та Ірмою Голдер. Окрім кількох хітів, на альбомі також було кілька народних пісень. З піснею Wie ein Sternenregen in der Nacht Патрік Лінднер вийшов у міжнародний фінал завдяки другому місцю у німецькому попередньому турі Гран-прі народної музики, де він зайняв шосте місце.
18 жовтня 2008 року він знявся кухарем у телевізійному фільмі Das Musikhotel am Wolfgangsee на ARD, ORF 2 та на SF 1.
Патрік Лінднер регулярно гастролює по німецькомовній Європі. Він брав участь у п'ятому сезоні танцювального шоу RTL Let's Dance у 2012 році. Його професійним партнером з танців була Ізабела Едвардссон. Пара випала в сьомому епізоді і закінчила з 6 місцем. У травні 2014 року Патрік Лінднер випустив ювілейний альбом Nur mit Liebe, завдяки якому він повернувся після семи років до топ-100 німецьких чартів.
У 1999 році він усиновив восьмимісячну дитину з Росії. У 2005 році він розлучився зі своїм багаторічним партнером та менеджером Майклом Лінком.

## Альбоми
- 1989 Die kloane Tür zum Paradies
- 1990 Die kleinen Dinge des Lebens
- 1990 Weihnachten mit Patrick Lindner
- 1991 Eine Handvoll Herzlichkeit
- 1991 Patrick Lindner (CH:  )
- 1992 Ohne Zärtlichkeit geht gar nix
- 1994 Liebe ist das Salz der Erde
- 1995 Meine Lieder streicheln dich
- 1995 Weihnachtszeit — Stille Zeit
- 1996 Herzlich willkommen in meinem Leben
- 1998 Himmelweit
- 1999 Stark genug
- 2000 Wenn es noch Wunder gibt
- 2001 Mammamia!
- 2003 Halleluja — auf das Leben
- 2005 Gigolo (mit der «Thilo Wolf Big Band»)
- 2006 Die Sonne ist für alle da
- 2007 Heute, hier und jetzt
- 2007 Fröhliche Weihnacht mit Patrick Lindner
- 2008 Jedes Herz braucht eine Heimat
- 2009 Fang dir die Sonne
- 2010 Schenk dir den Tag
- 2012 Böhmisch klingt's am Besten
- 2014 Nur mit deiner Liebe
- 2016 Mittenrein ins Glück
- 2018 Leb dein Leben
- 2019 Ich feier’ die Zeit

## Пісні
- 1988 Der Traum von ewiger Liebe
- 1989 Die kloane Tür zum Paradies
- 1989 Dann muass i hoam
- 1989 Lasst das Licht in eure Herzen
- 1990 Die kleinen Dinge des Lebens
- 1990 Des is a Wahnsinn
- 1991 Manchmal braucht man was, an des ma glaub'n kann
- 1991 Ich hätt’ dich sowieso geküsst
- 1991 Die Kloane aus der letzten Bank
- 1992 Du schaffst mi
- 1992 Der Mensch in dir
- 1992 Ein kleines Feuer, das dich wärmt
- 1993 Ohne Zärtlichkeit geht gar nix
- 1993 Anna Lena
- 1993 Das Glück ist ein seltsames Vogerl
- 1994 Ich kann keine traurigen Augen seh'n
- 1994 Ich will dir immer wieder rote Rosen schenken
- 1995 Meine Lieder streicheln dich
- 1995 Liebe ist viel mehr als nur ein Wort (mit Christopher Barker)
- 1995 Ein Herz voll Schmetterlinge
- 1995 Daheim, das ist Geborgenheit
- 1996 Ein Stern am Himmel ist noch frei
- 1996 Mein schönstes Geschenk, das bist du
- 1997 Hast du heut’ wirklich schon gelebt
- 1997 Tausend Sonnen
- 1997 Zärtlicher Regen
- 1998 Bring mir die Sonne wieder zurück
- 1998 Bleib bei mir
- 1998 Weil ich weiß
- 1999 Ein bisschen Sonne, ein bisschen Regen
- 1999 Wir sind stark genug
- 2000 Jeder braucht einen Freund
- 2000 Bis dein Herz wieder hier ist
- 2000 Wenn es noch Wunder gibt
- 2001 Playa del sol
- 2001 Du bist mein Kind
- 2002 Leb dein Leben so wie du es fühlst
- 2002 Spiel den Sirtaki nochmal
- 2002 Reich deine Hand
- 2003 Wann seh'n wir uns wieder
- 2003 Halleluja — auf das Leben
- 2005 Soviel Liebe lebt in dir
- 2006 Gefühl ist eine Achterbahn (nur Promo)
- 2006 Wie ein Sternenregen in der Nacht (nur Promo)
- 2006 Mit Sehnsucht ist ein Tag so lang (nur Promo)
- 2007 Wer weiß das schon (nur Promo)
- 2007 Bella Italia (nur Promo)
- 2007 Heute, hier und jetzt (nur Promo)
- 2007 Im Karussell der Träume (nur Promo)
- 2007 Ein Gefühl wie Weihnachten (Duett mit Kristina Bach) (nur Promo)
- 2008 Weil wir alle keine Engel sind (nur Promo)
- 2008 Jedes Herz braucht eine Heimat (nur Promo)
- 2008 'S mag net hell werd'n (nur Promo)
- 2009 Das Leben ist doch zum Leben da (nur Promo)
- 2009 Fang dir die Sonne (nur Promo)
- 2009 Schmetterling der Nacht (nur Promo)
- 2010 Dein Herz (nur Promo)
- 2010 Zurück in Richtung Sommerwind (nur Promo)
- 2010 Wenn der Himmel brennt (nur Promo)
- 2010 Das verlorene Lächeln (nur Promo)
- 2011 Vielleicht wirst du lieben (nur Promo)
- 2011 Denn auch du bist ein Held (nur Promo)
- 2012 Schenk mir deinen Talisman
- 2012 Auch für dich (nur Promo)
- 2013 Olê Hola
- 2013 Mit dir ist jede Stunde ein Geschenk
- 2014 Dann kamst du
- 2014 Sommer im Haar
- 2015 Von New York bis zu den Sternen
- 2015 Mi corazon
- 2016 Du bist die Musik in mir
- 2019 Weil Du mich liebst
- 2019 Ich feier'die Zeit
- 2020 Das Leben hat uns Bunter gemacht